# Anse-Bleue
Pour les articles homonymes, voir Anse et Bleu (homonymie).
L'Anse-Bleue est un village côtier canadien situé dans la région de la péninsule acadienne et le comté de Gloucester, au Nouveau-Brunswick. Le village est situé sur la rive nord de la péninsule de Maisonnette, au bord de la baie des Chaleurs. Anse-Bleue a le statut de DSL sous le nom légal d'Anse Bleue en français et d'Anse-Bleue en anglais. Dans le cadre de la réforme de la gouvernance locale du 1er janvier 2023, le DSL a été annexé à la nouvelle ville de Rivière-du-Nord.

## Toponyme
L'Anse-Bleue est nommé d'après sa position centrée sur une anse de la baie des Chaleurs. Le village est généralement décrit comme Anse-Bleue mais on retrouve autant l'Anse-Bleue. Le nom du village était souvent traduit en Blue Cove sur les cartes et dans les journaux, c'était même le nom du bureau de poste entre sa fondation en 1889 et 1960.

## Géographie

### Situation
Anse-Bleue est situé à environ 48 kilomètres à vol d'oiseau et à 55 kilomètres de route à l'est de Bathurst, dans la région de la péninsule acadienne. Le village a une superficie de 9,13 km2.
Anse-Bleue est située sur la rive nord de la péninsule de Maisonnette, au bord de la baie des Chaleurs. Le village est situé à l'extrémité est de la région des Caps. Une partie de littoral est donc composée de roc, tandis que la partie plus à l'est est une plage. Il n'y a pas de cours d'eau important et le relief est plat. Le village est situé dans une prairie, tandis que le sud du territoire est couvert de forêt. Une grande tourbière se trouve au sud-est.
Le village est limitrophe de Maisonnette à l'est, de Village-des-Poirier au sud, de Dugas au sud-ouest et de Grande-Anse à l'ouest.
Anse-Bleue est généralement considérée comme faisant partie de l'Acadie.

### Géologie
Le sous-sol de l'Anse-Bleue est composé principalement de roches sédimentaires du groupe de Pictou, surtout du grès gris, datant du Pennsylvanien (entre 300 et 311 millions d'années).

## Histoire

### Préhistoire
Anse-Bleue est situé dans le territoire historique des Micmacs, plus précisément dans le district de Gespegeogag, qui comprend le littoral de la baie des Chaleurs.

### Colonisation européenne
Selon ce que rapporte Donat Robichaud, la région est visitée par des pêcheurs Normands et Bretons dès la fin du XIIIe siècle. Les Bretons sont en fait bien établis avant 1536. Les Basques chassent la baleine en Europe à partir du XIIe siècle ou plus tôt mais, à la suite de l'effondrement de la population de ces cétacés, commencent à les chasser au sud du Labrador au XVIe siècle, en plus de pêcher la morue. Ces pêcheurs viennent surtout du Pays basque espagnol mais ceux du Pays basque français deviennent de plus en plus nombreux. Ils sont déjà bien installés vers 1540. Contrairement à une idée répandue, ils n'ont pas chassé la baleine de plus en plus loin jusqu'à atteindre l'Amérique mais s'y sont rendus directement. Vers 1632, les pêcheurs de morue basques se déplacent dans des endroits plus reculés, dont Caraquet, Paspébiac et Shippagan, notamment pour éviter les attaques des Inuits et des pirates anglais ou danois, mais aussi à cause de la baisse de la population de baleine et de l'ouverture de la pêche au Svalbard. La pêche basque à Caraquet dure sans encombre jusque vers la fin du XVIIe siècle.

### De la fondation à nos jours
En 1819, les Thériault de Grande-Anse déménagèrent pour fonder le village.
Un premier bureau de poste est ouvert en 1885 mais ferme ses portes en 1960. Il est rouvert en 1968.
La première centrale nucléaire du Nouveau-Brunswick aurait pu être construite à Anse-Bleue, Pointe-Lepreau ou au Restigouche. Les habitants de l'endroit s'étaient alors opposés à la construction et elle fut donc installée à Pointe-Lepreau.
L'usine de transformation du homard et du hareng de l'entreprise terre-neuvienne Barry Group, anciennement connue sous le nom de Blue Cove Packing, ferme ses portes en 2008, faisant perdre 200 emplois et approfondissant la crise économique des localités voisines, déjà touchées par une série de fermetures d'usines du secteur.
Anse-Bleue est l'une des localités organisatrices du IVe Congrès mondial acadien, en 2009.

## Démographie
(juillet 2016).
D'après le recensement de Statistique Canada, il y avait 381 habitants en 2006, comparativement à 409 en 2001, soit une baisse de 6,8 %. Le village compte 221 logements privés dont 157 occupés par des résidents habituels. L'Anse-Bleue a une superficie de 9,13 km² et  densité de population de 41,7 habitants au km² .
| 2001 | 2006 | 2011 | 2016 | 2021 |
| ---- | ---- | ---- | ---- | ---- |
| 409  | 381  | 345  | 327  | 338  |

## Administration

### Comité consultatif
En tant que district de services locaux, Anse-Bleue est administré directement par le Ministère des Gouvernements locaux du Nouveau-Brunswick, secondé par un comité consultatif élu composé de cinq membres dont un président.
| Période                                  | Période | Identité      | Étiquette | Qualité |
| ---------------------------------------- | ------- | ------------- | --------- | ------- |
| 200?                                     |         | Paul Chiasson |           |         |
|                                          | 200?    | Ben Thériault |           |         |
| Les données manquantes sont à compléter. |         |               |           |         |

### Commission de services régionaux
Anse-Bleue fait partie de la Région 4, une commission de services régionaux (CSR) devant commencer officiellement ses activités le 1er janvier 2013. Contrairement aux municipalités, les DSL sont représentés au conseil par un nombre de représentants proportionnel à leur population et leur assiette fiscale. Ces représentants sont élus par les présidents des DSL mais sont nommés par le gouvernement s'il n'y a pas assez de présidents en fonction. Les services obligatoirement offerts par les CSR sont l'aménagement régional, l'aménagement local dans le cas des DSL, la gestion des déchets solides, la planification des mesures d'urgence ainsi que la collaboration en matière de services de police, la planification et le partage des coûts des infrastructures régionales de sport, de loisirs et de culture; d'autres services pourraient s'ajouter à cette liste.

### Représentation et tendances politiques
Nouveau-Brunswick: Anse-Bleue fait partie de la circonscription de Caraquet, qui est représentée à l'Assemblée législative du Nouveau-Brunswick par Hédard Albert, du Parti libéral. Il fut élu en 2003 puis réélu en 2008 et en 2010.
 Canada: Anse-Bleue fait partie de la circonscription d'Acadie-Bathurst. Cette circonscription est représentée à la Chambre des communes du Canada par Yvon Godin, du NPD. Il fut élu lors de l'élection de 1997 contre le député sortant Doug Young, en raison du mécontentement provoqué par une réforme du régime d’assurance-emploi.

## Économie

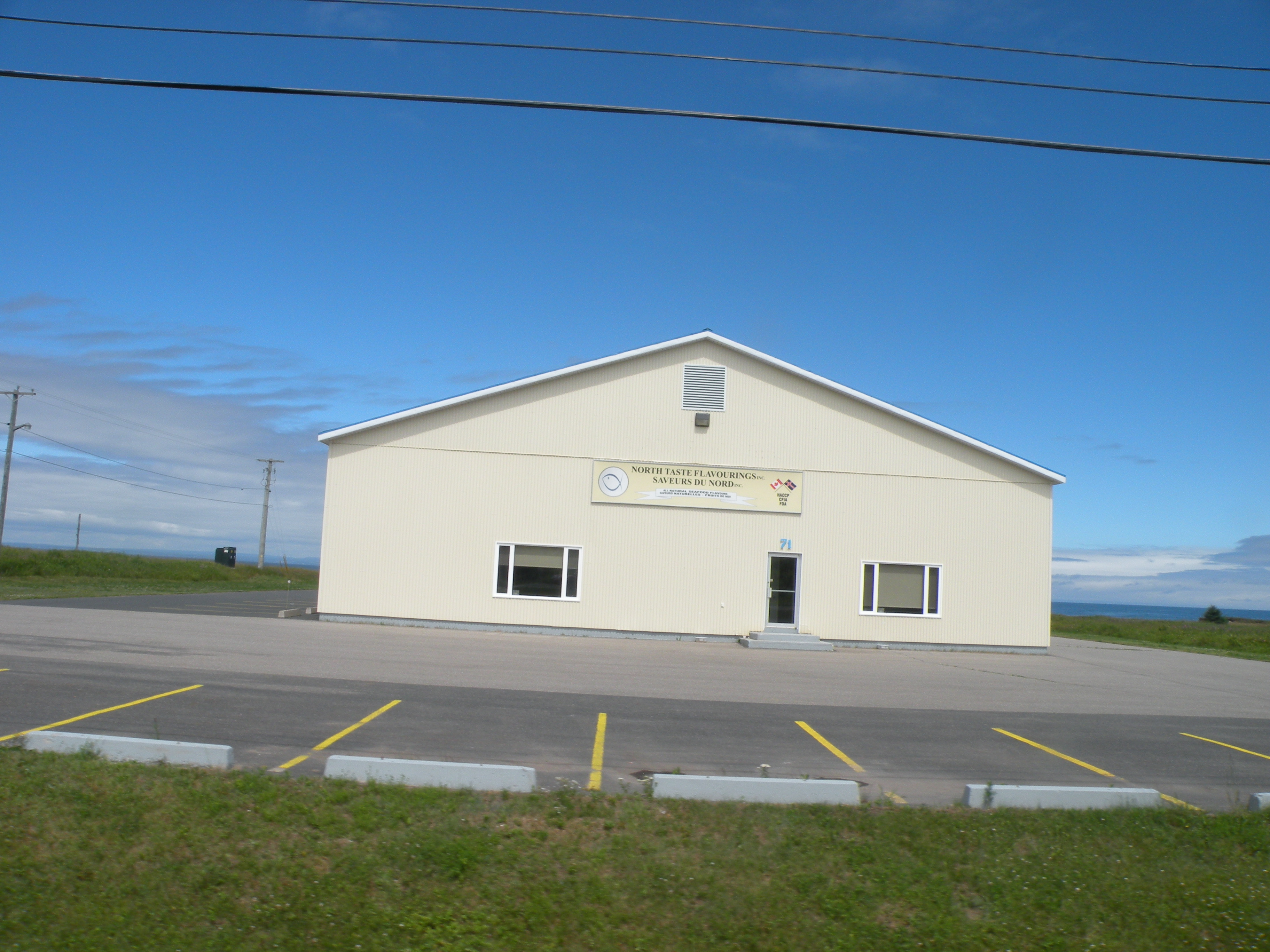
L'usine Saveurs du Nord Inc., l'une des entreprises du village.

Entreprise Péninsule, un organisme basé à Tracadie-Sheila faisant partie du réseau Entreprise, a la responsabilité du développement économique de la région.
La plupart des gens travaillent au village ou à proximité. L'industrie touristique crée quelques emplois sur place et il y a aussi de nombreux emplois disponibles dans le commerce, l'industrie de la pêche, la fabrication et la fonction publique à Caraquet. Au village, la pêche est importante.

## Vivre à l'Anse-Bleue

### Éducation
Les élèves francophones bénéficient de l’école de Grande-Anse pour le primaire et de Caraquet pour le secondaire (9-12e année). Certains programmes d’études post-secondaires sont offerts aux différents campus du Collège communautaire du Nouveau-Brunswick (CCNB) de la région soit Caraquet, Shippagan et Bathurst. L’université de Moncton possède également un campus à Shippagan et un campus satellite à Bathurst pour les cours en soins de santé.
Les anglophones ont le choix entre une éducation francophone aux écoles mentionnées ici-haut ou poursuivre leur éducation à Bathurst en anglais. Les établissements d'enseignement supérieur anglophones les plus proches sont à Fredericton ou Miramichi.
Il y a une bibliothèque publique à Caraquet, Bas-Caraquet, Bathurst et Tracadie.

### Autres services publics
Le village possède son propre dépanneur, Chez Rosie. Celui-ci possède également cantine avec table intérieure et service pour sortir. En saison ils offrent des plats fait de fruits de mer locaux. La propriétaire Rosie sera ravie de vous servir. Le dépanneur est également un lieu de rassemblement pour entendre les histoires de pêche au déjeuner ou en soirée !
Le village possède également un port utilisé principalement pour la pêche mais où vous pouvez également accoster pour quelques heures avec votre bateau de plaisance afin de profiter d'une boisson alcoolisée au bar du Quai. Ce lieu de rassemblement local est très populaire en été avec de nombreuses activités.
Un centre des loisirs est également présent dans le village. Des activités y sont organisées par un comité de bénévoles. Le centre possède une patinoire et un parc pour enfants. Il est disponible pour la location pour des événements tels que mariage, fête de naissances, souper de famille et autres.
La population est dépendante des localités voisines, notamment Caraquet, pour la majeure partie de ses services. Toutefois, les deux villages voisins, soit Grande-Anse et Maisonnette possèdent des épiceries complètes avec fruits et légumes, viandes, NB liquor et autres. Les deux villages possèdent également des églises pour le service religieux, les habitants de l'Anse-Bleue y participent.
Le village de Saint-Léolin, à quelques kilomètres de l'Anse-bleue, possède depuis quelques années une ferme urbaine nommé EnoGrow inc qui offre des herbes, laitues et d'autres produits frais hors saison.
En saison, vous trouverez à Grande-Anse les Légumes chez Reno. En plus des légumes frais et des fleurs/plantes en serre, les Légumes chez Reno offrent également l'auto-cueillette des fraises et des produits en boutique tels que sac de fraises congelé, herbes salées à l'acadienne, gelée de fraises, etc.
Le détachement de la Gendarmerie royale du Canada le plus proche est d'ailleurs situé à Caraquet. Cette ville dispose également d'un poste d'Ambulance Nouveau-Brunswick et l'hôpital de l'Enfant-Jésus. Les bureaux de poste les plus proches sont à Grande-Anse et Maisonnette.
Anse-Bleue est desservi par la route provinciale 320, et la route 11 se trouve à proximité.
Existant depuis le 20 juillet 1995, la Commission de gestion des déchets solides de la Péninsule acadienne (COGEDES) a son siège social à Caraquet. Les déchets sont transférés au centre de transbordement de Tracadie-Sheila et les matières non recyclables sont ensuite enfouies à Allardville.
Les francophones bénéficient du quotidien L'Acadie nouvelle, publié à Caraquet, ainsi que de l'hebdomadaire L'Étoile, de Dieppe. Les anglophones bénéficient quant à eux du quotidien Telegraph-Journal, publié à Saint-Jean.

## Culture

### Architecture et monuments

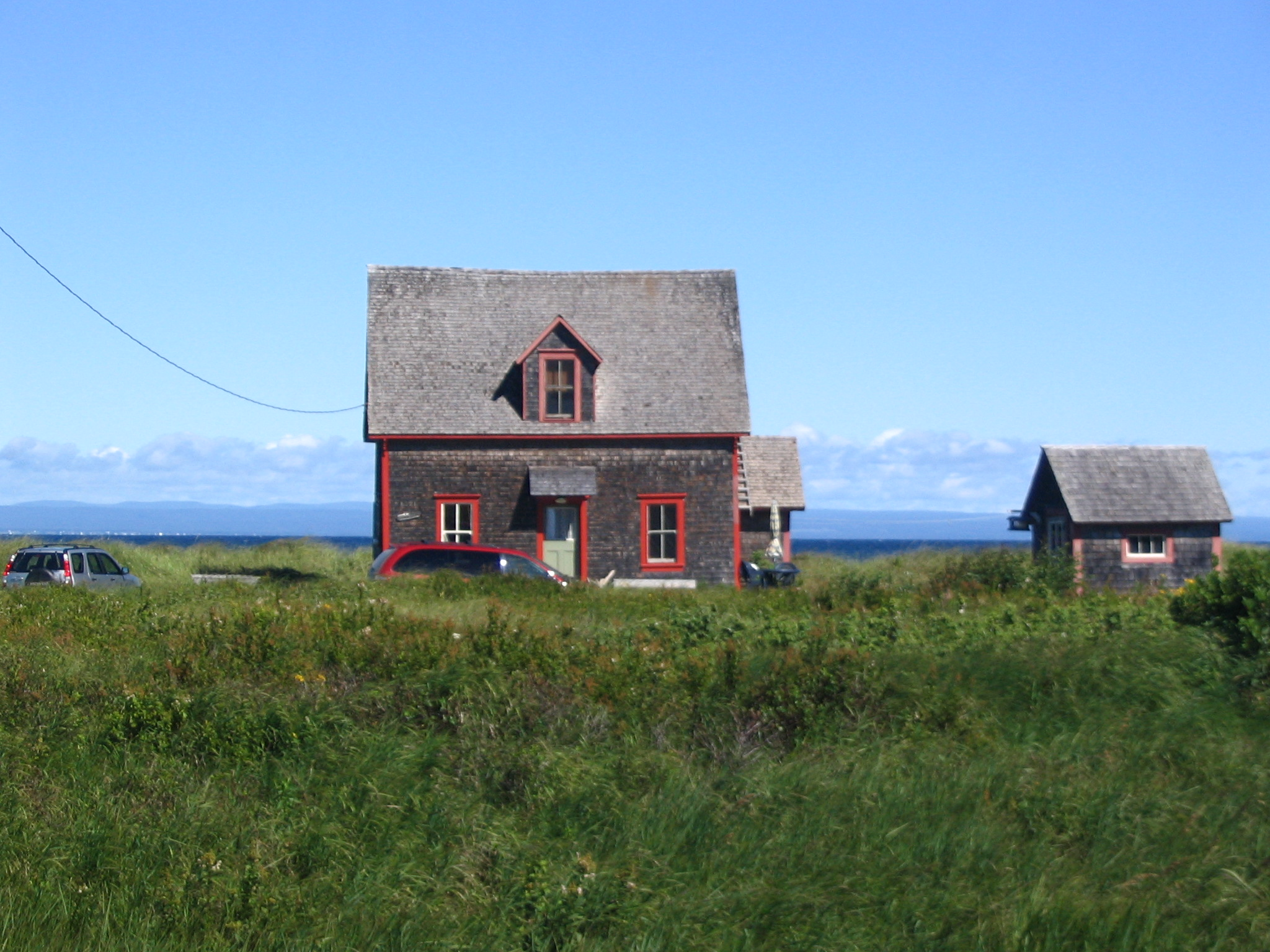
Une vieille maison acadienne.
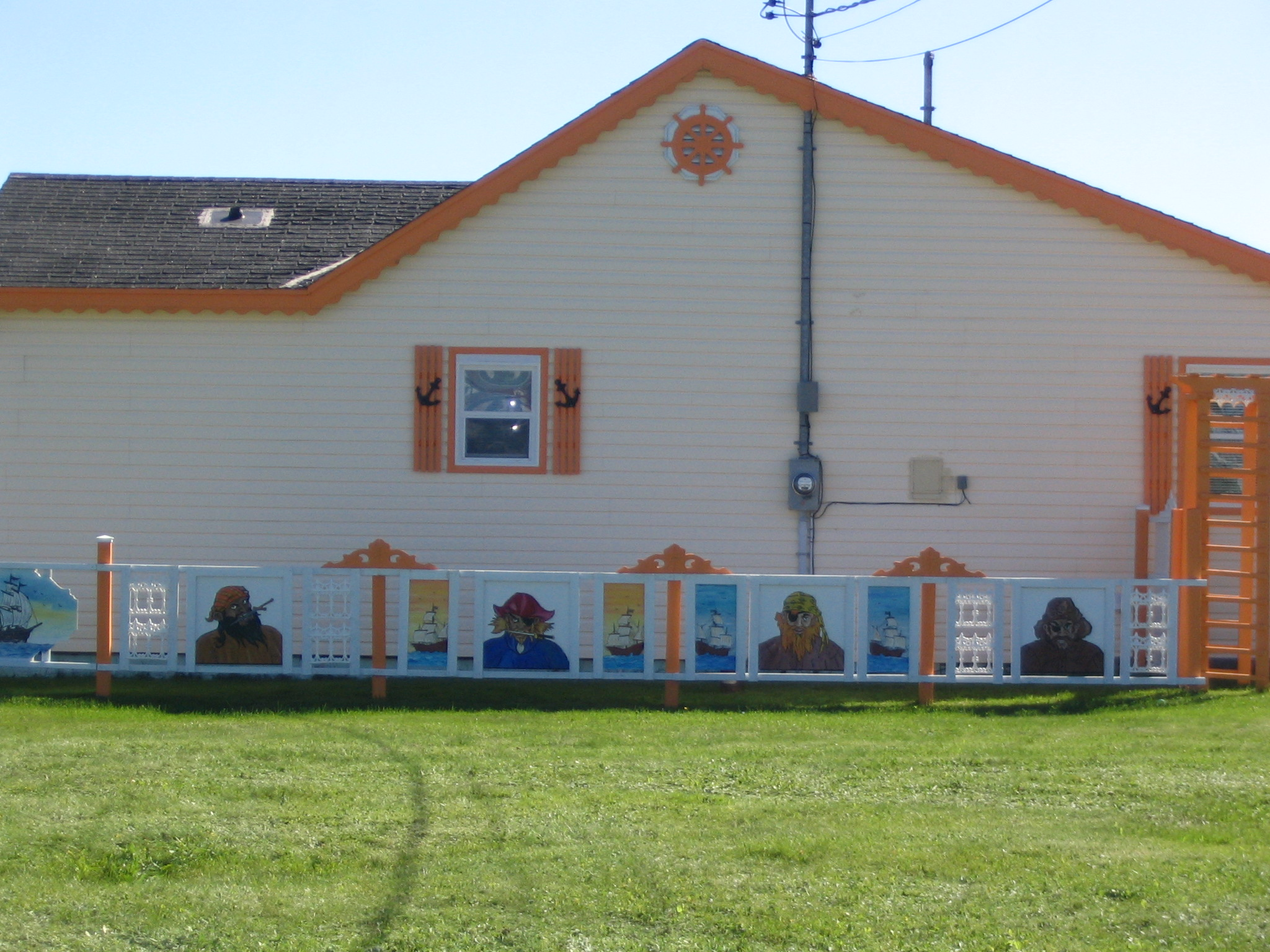
La « maison aux pirates ».

L'Anse-Bleue possède quelques exemples d'architecture traditionnelle acadienne. Quelques maisons sont en effet recouvertes de bardeaux de cèdre, avec des toits à deux versants et ayant généralement seulement les arêtes et les cadres de portes et de fenêtres peints de couleurs vives. Anse-Bleue est l'un des rares endroits en Acadie où l'on peut trouver des maisons ayant des boucanières comme dépendances. Elles datent de l'époque où la production de poisson boucané n'était pas encore industrialisée.
Une maison possède une décoration extérieure dans un thème maritime, avec des barres, des ancres ainsi que des dessins de pirates et de bateaux.

### Religion
Anse-Bleue fait partie de la paroisse Saint-Simon et Saint-Jude de Grande-Anse.